# NGC 2423-3
NGC 2423-3是一顆距離地球約2498光年的紅巨星，位於船尾座。該恆星是疏散星團NGC 2423的成員星。它的視星等9等，絕對星等0等，質量是太陽的2.4倍。2007年確認該恆星旁有一顆系外行星。

## 行星系統
NGC 2423-3 b是一顆質量在木星10.6倍以上的行星，甚至超過了質量是木星10.3倍以上的山案座πb。不過因為目前不知道它的軌道傾角，只能得知它的質量下限，因此它可能和NGC 4349-127 b一樣是棕矮星。該行星的軌道周期是1.956年，軌道離心率和水星相當。它的軌道半長軸2.1天文單位。
該天體是由日內瓦天文台的克里斯托弗·洛维斯和米歇爾·麥耶發現於2007年7月。洛维斯先前在2006年5月也在船尾座恆星HD 69830旁發現三顆質量相當於海王星的系外行星。
| 成員 (依恆星距離) | 质量     | 半長軸 (AU) | 轨道周期 (天) | 離心率      | 傾角 | 半径 |
| ----------------- | -------- | ----------- | ------------- | ----------- | ---- | ---- |
| b                 | >10.6 MJ | 2.10        | 714.3 ± 5.3   | 0.21 ± 0.07 | —    | —    |

## 外部連結
- . The Extrasolar Planets Encyclopaedia.   [2008-08-11]. （原始内容存档于2012-10-30）.